# Lage Jonason
Lage Jonason, född 1951 i Eksjö, är en svensk finansman.

## Biografi

### Utbildning och arbete
Jonason har en jur.kand. och civilekonomexamen från Lunds universitet. Med bakgrund som domare arbetade han inledningsvis som jurist med kreditavtal och emissioner hos Handelsbanken.
1983-1984 var Jonason en av de ledande fyra cheferna hos Skrinet. 1985 fick han en chefsposition hos Ratos. På 1990-talet var Jonason vd för Servisen Fondkommission och sedan vd för Nordiska Fondkommission 1996-2002 innan detta bolag köptes av Kaupthing.
Erik Penser rekryterade Jonason som senior rådgivare 2010.

### Styrelseuppdrag och större ägarskap
Jonason var under 1980-talet ägare till Hard Rock Café vid Sveavägen i Stockholm.
Jonason och hans familj var delägare i IT-bolaget Qeyton. År 2000 var hans och familjens andel omkring 380 miljoner när bolaget såldes till Cisco.
Jonason har även varit styrelseledamot i bland andra Citymail och Net Insight. Han har även varit styrelseledamot och störste ägare i Invisio samt ordförande och stor ägare i budbolaget Urb-it.

### Familj
Lage Jonason är far till Karin Lindahl, vd och ägare för Indiska from 2017 fram till konkurs 2022.